# 루즈벨트땃쥐
루즈벨트땃쥐(Crocidura roosevelti)는 땃쥐과에 속하는 포유류의 일종이다. 앙골라, 카메룬, 중앙아프리카공화국, 콩고민주공화국, 르완다, 그리고 우간다에서 발견된다. 자연 서식지는 습윤 사바나 지역이다.